# Onira
Onira  es un género monotípico de plantas herbáceas, perennes y bulbosas perteneciente a la familia de las iridáceas. Su única especie, Onira unguiculata, es originaria de América desde Brasil (Rio Grande do Sul) al norte de Uruguay. En 2008, sobre la base de datos morfológicos, este género ha sido transferido a Cypella, y su única especie pasó a denominarse Cypella unguiculata (Baker) Roitman & J.A.Castillo.

## Sinonimia
- Herbertia unguiculata Baker, Handb. Irid.: 72 (1892).
- Alophia unguiculata (Baker) Kuntze, Revis. Gen. Pl. 3(2): 305 (1898).[2]